# جاجاه مادا
جاجاه مادا (Gajah Mada) (تترجم إلى Elephant General) (حوالي عام 1290 – حوالي عام 1364) - هو قائد عسكري هندوسي جاوي (جزيرة تابعة لإندونيسيا حاليا) عرف أنه كان قويًا كما جاء في المخطوطات القديمة الجاوية والقصائد وعلم الأساطير- كان أحد وزراء إمبراطورية ماجاباهيت أو رئيس وزرائها، حيث يرجع له الفضل في وصول الإمبراطورية إلى قمة مجدها. حلف جاجاه مادا يمينًا تُعرف باسم Sumpah Palapa تعهَّد خلالها بألا يتناول أي طعام يحتوي على توابل حتى يستولي على أرخبيل نوسانتارا بـجنوب شرق آسيا لصالح إمبراطورية ماجاباهيت.، كما كان يُعد أحد أبطال إندونيسيا الحديثة القوميين البارزين وكان رمزا من الرموز الوطنية.

## الوصول إلىوزير إمبراطورية ماجاباهيت
لا يُعرف الكثير عن طفولة جاجاه مادا. أشارت بعض الروايات إلى وظيفته كقائدٍ لـبهايانجكارا (Bhayangkara) وحارسٍ مبجَّل لملوك إمبراطورية ماجاباهيت وعائلاتهم. عندما تمرَّد أحد مسئولي الإمبراطورية الذي يُدعى راكريان كوتي (Rakrian Kuti) على ملكها جايانيجارا (Jayanegara) (الذي حكمها في الفترة من عام 1309 إلى عام 1328) في عام 1321 قام كلٌ من جاجاه مادا ووزير إمبراطورية ماجاباهيت السابق آريا تاداه (Arya Tadah) بمساعدة الملك وعائلته على الهروب من قرية ترولان (Trowulan) التي تقع في العاصمة، ثم ساعده جاجاه مادا بعد ذلك على العودة إلى العاصمة والقضاء على التمرد. وبعد مرور سبعة أعوام قُتل جايانيجارا على يد راكريان تانكا (Rakrian Tanca) طبيب المحكمة وأحد أعوان راكريان كوتي.
وقد جاء في النسخة المترجَمة لقصيدة ناجاراكريتاجاما (Nagarakretagama) (إحدى الملاحم المكتوبة بـاللغة الجاوية التي يعود تاريخها إلى القرن الرابع عشر) والتي أيدتها الكتابات التي يرجع تاريخها إلى الفترة بين نهاية القرن الثالث عشر وبداية القرن الرابع عشر أن جاجاه مادا هو الذي اغتال جايانيجارا في عام 1328. وقد قيل[من؟] أن والدي جايانيجارا كانا يفضلانه على شقيقتيه، حيث إن والدته كانت أصغر بنات الملك كيرتاراجاسا (Kertarajasa) والتي تُدعى دياه ديوي جاياتري (Dyah Dewi Gayatri). جعلت شكاوى الأميرتين الصغيرتين جاجاه مادا يتدخل، حيث اتفق مع أحد الجراحين على قتل الملك مدعيًا أنه يُجري له عملية جراحية.
خلفت جايانيجارا شقيقته تريبهوانا ويجاياتونجاديوي (Tribhuwana Wijayatunggadewi) (التي حكمت الإمبراطورية في الفترة ما بين عام 1328 وعام 1350)، حيث عُين جاجاه مادا وزيرًا للإمبراطورية خلال فترة ولايتها في عام 1329 بعد تقاعد آريا تاداه.
قام جاجاه مادا أثناء فترة وزارته خلال ولاية تريبهوانا تونجاديوي بالقضاء على تمرد كلٍ من سادينج (Sadeng) وكيتا (Keta) في عام 1331.
زار الرحالة المسلم الشهير ابن بطوطة سومطرة في عام 1345 تقريبًا أثناء وزارة جاجاه مادا.

## Sumpah Palapa
يقال إن جاجاه مادا أدى يمينه الشهيرة Sumpah Palapa عند تعيينه وزيرًا خلال فترة ولاية الملكة تريبهوانا تونجاديوي (Tribhuwanatunggadewi). حيث تم وصف نص اليمين في باراراتون (Pararaton) (كتاب الملوك) التي تُعد إحدى روايات التاريخ الجاوي والتي يعود تاريخها إلى القرن الخامس عشر أو السادس عشر:
“Sira Gajah Mada pepatih amungkubumi tan ayun amukita palapa, sira Gajah Mada : Lamun huwus kalah nusantara Ingsun amukti palapa, lamun kalah ring Gurun, ring Seram, Tanjungpura, ring Haru, ring Pahang, Dompo, ring Bali, Sunda, Palembang, Tumasik, samana ingsun amukti palapa “
«تعهَّد السيد جاجاه مادا رئيس الوزراء أنه لن يتناول أي طعام يحتوي على توابل، كما صرح بالآتي: لن أتناول»palapa" ("فواكه أو توابل أو كليهما«) في حالة ضياع أرخبيل نوسانتارا (نوسانتارا= Nusa antara= المناطق الخارجية). لن أتناول أبدًا أي طعام يحتوي توابل إذا لم أستول على كلٍ من جورون (Gurun) وجزيرة سيرام ومقاطعة تانجونجبورا (Tanjungpura) ومقاطعة هارو (Haru) وفهغ ودومبو (Dompo) ومقاطعة بالي وسوندا (Sunda) ومدينة فلمبان وتوماسيك (Tumasik).»
برغم ترجمة اليمين حرفيًا إلى أن جاجاه مادا لم يسمح بإضافة أي توابل لطعامه (يمثل لفظ palapa المجموعة النثرية لكلمتي pala apa= أي فواكه أو توابل) إلا أنه في بعض الأحيان يُترجم إلى أن جاجاه مادا سيزهد في كل المتع الدنيوية (الفواكه والتوابل) حتى يستولي على الأرخبيل المذكور كاملاً ويضمه إلى إمبراطورية ماجاباهيت.
لم يُصدق الجميع لاسيما أصدقاء جاجاه مادا المقرَّبون في البداية أنه سيَفي بيَمينه ولكنه واصل سعيه لتحقيق حلمه وهو أن يوحد أرخبيل نوسانتارا ويضمه إلى إمبراطورية ماجاباهيت. وسرعان ما استولى جاجاه مادا على المنطقة التي تحيط بكلٍ من بيداهولو (Bedahulu) (بالي) ولومبوك (1343)، ثم أرسل القوات البحرية نحو الغرب لشن هجماتٍ على فلول مملكة السيادة البحرية سريفيجايا التي تقع في فلمبان، حيث عيَّن أمير إمبراطورية ماجاباهيت أديتياوارمان (Adityawarman) حاكمًا تابعًا [محل شك] لـقبيلة مينانغكابو التي تعيش في سومطرة الغربية.
ثم استولى بعد ذللك على أول سلطنة إسلامية في جنوب شرق آسيا وهي سلطنة ساموديرا باساي وعلى منطقةٍ أخرى تقع في سفارنادفيبا (Svarnadvipa) (سومطرة)، كما استولى جاجاه مادا أيضًا على جزيرة بنتان وتوماسيك (Tumasik) (سنغافورة) وملايو (Melayu) (التي تُعرف حاليًا باسم جامبي (Jambi)) وكليمنتان.
عندما تركت الملكة تريبهوانا تونجاديوي الحكم أصبح ابنها هايام وروك ملك إمبراطورية ماجاباهيت (حكمها في الفترة من عام 1350 إلى عام 1389). ظل جاجاه مادا في منصبه كوزير خلال ولاية الملك الجديد وواصل حملته العسكرية حيث بسط قواته شرقًا نحو لوجاجاه (Logajah) وجزر الملوك (Gurun) وجزيرة سيرام وهوتانكادالي (Hutankadali) وساساك (Sasak) وجزيرة بوتون وجزر بانجاي وكونير (Kunir) وجاليان (Galiyan) وسيلايار وجزيرة سومبا وموار (Muar) (جزيرة ساباروا) وجزيرة سولور وبيما (Bima) وواندان (Wandan) (باندا (Banda)) وأمبون وتيمور (جزيرة) ودومبو (Dompo).
واستطاع بذلك أن يضم أرخبيل إندونيسيا الحديث فعليًا إلى حكم إمبراطورية ماجاباهيت الذي لا يقتصر على أراضي إندونيسيا الآن بل يمتد أيضًا ليشمل توماسيك (Tumasik) (الاسم القديم لمدينة سنغافورة)، حيث تضم الولايات دول ماليزيا وبروناي وجنوب الفلبين الحديثة.

## حادثةبوبات(Bubat)
في عام 1357 كانت سوندا (Sunda) التي تقع في جاوة الغربية والتي تحد إمبراطورية ماجاباهيت هي الولاية الوحيدة التي رفضت أن تعترف بـهيمنة إمبراطورية ماجاباهيت. أراد الملك هايام وروك أن يتزوج إحدى أميرات مملكة سوندا (Sunda) وابنة مَلكها التي تُدعى دياه بيتالوكا سيتراريزمي (Dyah Pitaloka Citraresmi). تولى جاجاه مادا مهمة الذهاب إلى ساحة بوبات (Bubat) التي تقع عند الجزء الشمالي من قرية ترولان(Trowulan) لاستقبال الأميرة حيث وصلت بصحبة أبيها إلى قصر إمبراطورية ماجاباهيت.
انتهز جاجاه مادا هذه الفرصة ليطالب سوندا (Sunda) بالتسليم لحكم إمبراطورية ماجاباهيت. بينما اعتقد ملك سوندا (Sunda) أن هذا الزواج الملكي يُعد بمثابة رمز لإقامة تحالف جديد بين سوندا (Sunda) وإمبراطورية ماجاباهيت إلا أن جاجاه مادا كان يفكر بطريقةٍ أخرى، وبناءً عليه أعلن الملك أن أميرة سوندا (Sunda) لن تُدعى فيما يعد عقيلة الملك الجديد لإمبراطورية ماجاباهيت، بل ستصبح مجرد عشيقة مما يدل على تسليمه سوندا (Sunda) إلى إمبراطورية ماجاباهيت. أدى سوء الفهم هذا إلى الحرج والعداء الذي سرعان ما تصاعد إلى مناوشاتٍ وأدى إلى نشوب معركة بوبات (Bubat) واسعة النطاق. أسفرت هذه المعركة عن قهر قوات إمبراطورية ماجاباهيت لملك سوندا (Sunda) وجميع حراسه والحزب الملكي الذين لاقوا حتفهم فيما بعد في ميدان بوبات (Bubat). أشارت الروايات التراثية إلى أن الأميرة دياه بيتالوكا سيتراريزمي قد انتحرت.
مثَّلت هذه المأساة صدمةً كبيرةً لهايام وروك. ألقت حاشية إمبراطورية ماجاباهيت ووزراؤها ونبلاؤها اللوم على جاجاه مادا لتهوره ولأن كل هذه الأعمال الوحشية لا تروق للعائلة المالكة للإمبراطورية. وعلى التوّ تم تخفيض رتبة جاجاه مادا وقضى بقية حياته في منطقة ماداكاريبورا (Madakaripura) التي تقع في مدينة بروبولينجو (Probolinggo) في مقاطعة جاوة الشرقية.
توفي جاجاه مادا في ظروفٍ غامضةٍ في عام 1364. اعتبر الملك هايام وروك أنه لا يمكن تسليم المهام التي كان جاجاه مادا يقوم بها خلال فترة ولايته كـوزير للإمبراطورية لشخصٍ واحدٍ فقط، وبناءً عليه قام الملك بتقسيم مهام جاجاه مادا على أربعة mahamantri (تعادل الوزارات) جُدد مما سيزيد من مدى سلطته على الأرجح. استطاع الملك هايام وروك الذي يُعرف بكونه قائدًا حكيمًا أن يحفظ هيبة إمبراطورية ماجاباهيت في المنطقة والتي اكتسبتها خلال فترة ولاية جاجاه مادا، ولكنها سقطت تدريجيًا بعد وفاة هايام وروك.

## الإرث
اهتمت الحركات القومية الإندونيسية بوصية جاجاه مادا، حيث قامت الحركة القومية الإندونيسية بتنفيذها في أوائل القرن العشرين. كان القوميّون وبخاصة سوكارنو (Sukarno) قبل الغزو الياباني كثيرًا ما يستشهدون بجاجاه مادا ويمينه كمصدر للإلهام وسند تاريخي للعظمة التي شهدتها إندونيسيا في عهده. كان بوِسع الإندونيسيين أن يتَّحدوا رغم اتساع مساحة أرضهم وتعدد ثقافاتهم، وبالتالي كان جاجاه مادا أحد مصادر تشجيعهم أثناء الثورة الوطنية الإندونيسية على الاستقلال عن الاستعمار الهولندي.
في عام 1942 حصل 230 شخصًا فقط من سكان إندونيسيا على التعليم الجامعي. سعى الجمهوريون للتخلص من اللامبالاة الهولندية حيث قاموا بإنشاء جامعة جاجاه مادا في مدينة يوجياكارتا والتي تُعد أول جامعة للدولة تَقبل سكان إندونيسيا الأصليين pribumi دون أي مقابل مادي، حيث سُميت هذه الجامعة على اسم جاجاه مادا تكريمًا له وتم الانتهاء من إنشائها في عام 1945 وحظيَت بشرف كونها أول كلية طب تَقبل سكان إندونيسيا الأصليين دون أي مقابل مادي. كان أول قمر صناعي إندونيسي لـالاتصال عن بعد يُعرف باسم قمر بلبا الصناعي (Satelit Palapa) مما يدل على دوره في توحيد البلاد. تحتوي العديد من المدن في إندونيسيا عدا سيما جاوة الغربية على شوارع مُسماة على اسم جاجاه مادا، كما أن الطثة التي تُستخدم في رياضة البدمينتون مسماة أيضًا على اسمه.

## وصلات خارجية
- Gajah Mada article